# 유럽 고속도로 69호선

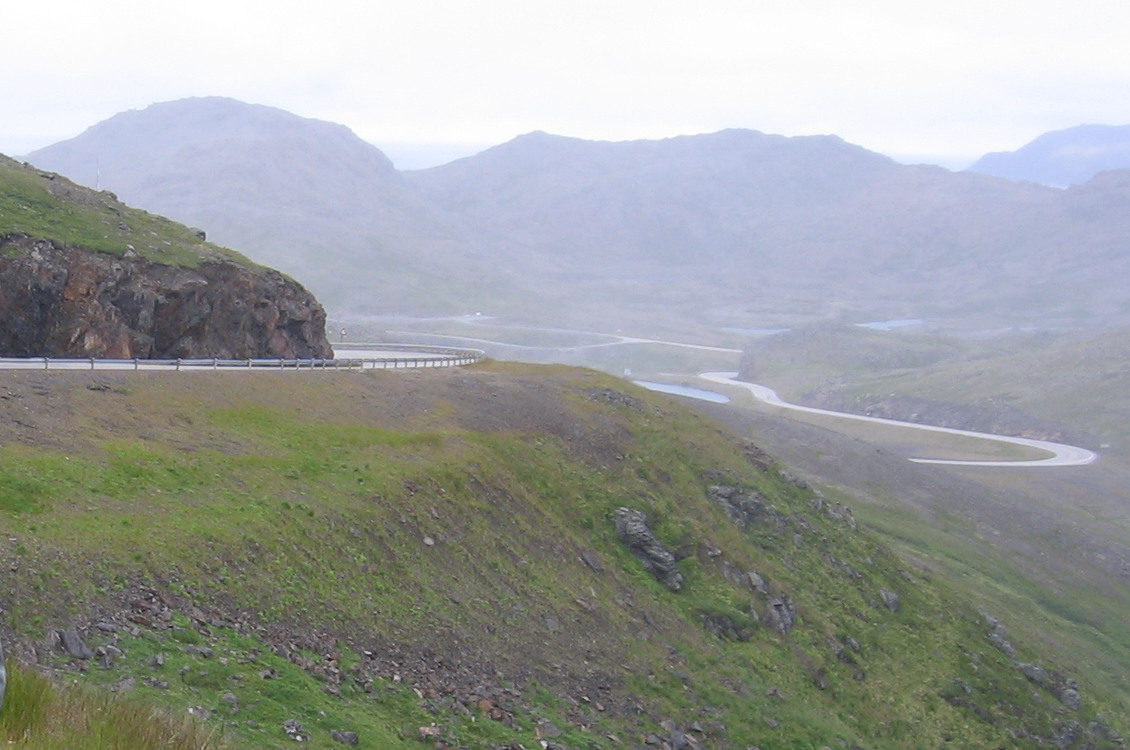
마게뢰위아섬을 지나가고 있는 유럽 고속도로 E69호선

유럽 고속도로 69호선(European route E69)은 노르웨이의 노스케이프와 올더피요르를 사이에 두고 서로 이어주는 국제 E-road 네트워크 노선망이다. 해당 도로의 총 연장은 129 km(약 80마일)이며, 총합 15.5 km(9.6마일)에 이르고 있는 5개의 터널들을 포함하고 있다. 다만 가장 긴 터널인 노스케이프 터널의 총 연장이 무려 6.9 km에 이르고 있으며, 그중 212미터가 해수면 아래에 놓여 있는 것으로 보인다. 다만 해당 도로의 최북단 같은 경우 동절기에는 정해진 시간에 맞추어 호송차를 타고 가야만 이용할 수 있게 되는 엄격한 법칙이 있는 도로이기도 하지만, 세계 최북단에 있는 국제 고속도로 노선망이자 유럽 전체 최북단에 놓인 유럽 고속도로 노선망이라는 타이틀을 가지고 있는 특기 사항인으로 드러난다. 또한 이 도로가 북쪽에 위치하고 있는 지역을 살펴보면, 스발바르 제도와 그린란드처럼 짧고 고립된 길목이 있다.

## 주요 경유지
- 노르웨이 : 노스케이프(영어판) - 올더피요르(영어판)